# این نور جادویی قلب
این نور جادویی قلب (به هندی: Yeh Dillagi) یا این دلدادگی فیلمی محصول سال ۱۹۹۴ و به کارگردانی نارش مالهوترا است. در این فیلم بازیگرانی همچون آکشی کومار، کاجول، سیف علی خان، ریما لاگو، سعید جعفری، دون ورما، کاریسما کاپور ایفای نقش کرده‌اند.

## داستان
ویجی (آکشی کومار) و ویکرام (سیف علی خان) دو پسر خانوادهٔ ثروتمند سایگال هستند که دارای دو شخصیت متفاوت می‌باشند. ویجی پسری اهل کار و آرام و ویکرام پسری خوش گذران و دخترباز است. سپنا (کاجول) دختر رانندهٔ خانوادهٔ سایگال است که در طی یک درگیری با ویکرام، واقعیت شخصیت وی را به او می‌فهماند و با اجبار مادر ویجی و ویکرام شهر را ترک می‌کند. ویکرام که دل به سپنا باخته زندگی اش تغییر می‌کند و همانند برادرش اهل کار می‌شود. اما ویجی که احساس می‌کند در حق سپنا ظلم شده و او حق دارد در کنار پدرش باشد به دنبال او می‌رود و وی نیز به سپنا دل می‌بندد و هر دو برادر عاشق یک دختر می‌شوند.